# Вендкови
Вендкови (пол. Wędkowy, нім. Wentkau) — село в Польщі, у гміні Тчев Тчевського повіту Поморського воєводства.
Населення — 176 осіб (2011).
У 1975-1998 роках село належало до Гданського воєводства.

## Демографія
Демографічна структура станом на 31 березня 2011 року:
|          | Загалом | Допрацездатний вік | Працездатний вік | Постпрацездатний вік |
| -------- | ------- | ------------------ | ---------------- | -------------------- |
| Чоловіки | 103     | 32                 | 62               | 9                    |
| Жінки    | 73      | 17                 | 40               | 16                   |
| Разом    | 176     | 49                 | 102              | 25                   |